# Toutosa
Toutosa is een plaats (freguesia) in de Portugese gemeente Marco de Canaveses en telt 557 inwoners (2001).